# 陳書友
陳書友（1923年—1990年），生於日治台灣臺中州員林郡埔鹽庄（今彰化縣埔鹽鄉），企業家，為源泉製油廠與總源企業創辦人。他是台灣最早以工業方式製造食用油的先驅者，由日本引進製油技術與沙拉油，開啟了其他製油企業，被稱為台灣沙拉油之父。

## 生平
其父陳詩兄，其母楊嫌，在家中排行第三。在好修公學校（今彰化縣埔鹽鄉好修國民小學前身）畢業後，進入臺中師範教員講習所，取得教師資格，回鄉任好修國民學校教員。在太平洋戰爭期間，被徵召為台籍日本兵，至東南亞作戰。在第二次世界大戰結束後返鄉。
1945年，中華民國政府接收台灣。陳書友回到家鄉後，在員林開設山產店，兼賣日常雜貨。員林在日治時期就盛行製油產業，陳書友隨後在員林惠來街經營大有製油行，之後改名源泉製油廠。1954年，經濟部高雄農業化工廠由美國引進溶劑萃取煉油設備，建立全台灣第一座溶劑煉油廠。受此啟發，為學習溶劑製油技術，陳書友決定至日本房總株式會社，由基層開始工作。工作一段時間後，得到其公司允許，將製油機器藍圖帶回台灣。
1958年，中華民國政府推出獎勵萃取式煉油投資政策，提供優惠貸款方案，協助民間建立煉油廠。經由泰源鐵工廠的協助，根據日本房總株式會社的製油機器藍圖，製作出煉油設備，於1959年登記成立總源企業公司，1960年開始製造米糠油，獲得很好銷路。1962年再度至日本，進入近畿大學工學部，於1965年取得應用化學學士。
1966年，中華民國政府開放民間由美國進口黃豆，他將日本製作沙拉油技術帶回台灣，引進一部全自動作業製油設備。於1969年推出總源沙拉油，為台灣沙拉油的開端。至1971年達到月銷量2000噸。自行興建了總源線輕軌，將原料大豆送到倉庫。
1971年後，邀請日本人中川任總經理，陳書友則致力研發。於1973年，以總源W式抽油機和Z型完全連續式脫臭機等取得多項國際專利。1976年開始捐助彰化縣境內的國中小學，興建了十餘座圖書館。1978年，中華民國食品科學技術學會頒發給他傑出食品企業家獎。自1981年起，連任兩屆黃豆聯合委員會主委，並擔任植物油製煉公會理事長。
因為企業擴張過快，以及中川總經理造成的經營問題，總源企業於1980年代出現經營危機。因資金問題，於1985年結束營業。